# رادیو دوطرفه

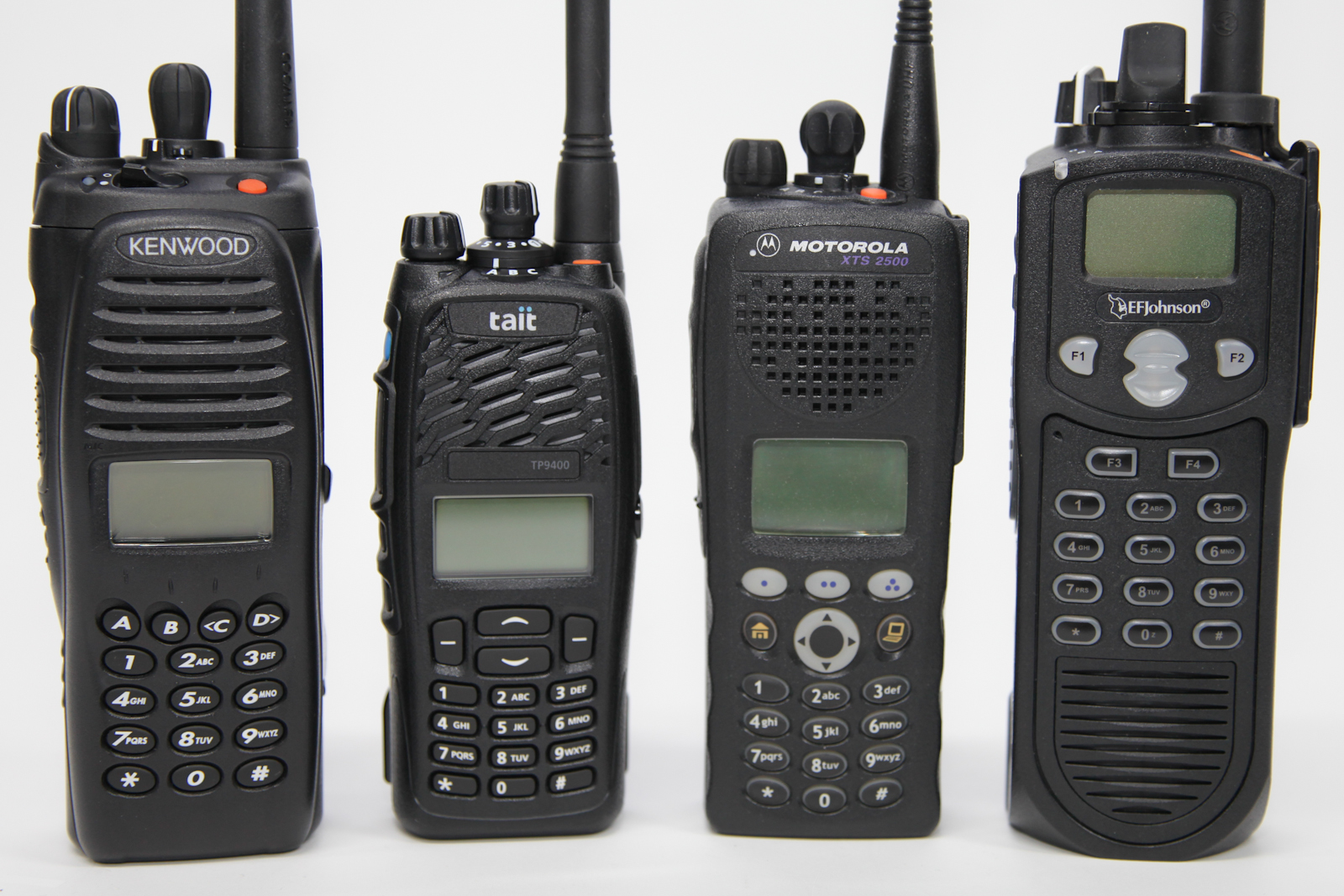
چندین بی‌سیم دوطرفه دستی رادیو سازگار با پروژه ۲۵ رادیو دیجیتال استاندارد (تلفن همراه و ایستگاه پایه رادیو نشان داده نشده است)

رادیو دوطرفه یا بی‌سیم یک رادیو است که می‌تواند بر خلاف رادیوهای گیرنده که تنها، امکان دریافت محتوا دارند از هر دو طرف انتقال و دریافت (فرستنده و گیرنده) را انجام دهد. یک بی‌سیم (فرستنده و گیرنده) اجازه می‌دهد تا اپراتورها بتوانند به راحتی برای گفتگو با یکدیگر در همان فرکانس (کانال) اقدام نمایند.
تلفن همراه یک نمونه از دستگاه بی‌سیم حساب می‌شود که در یک زمان فرستندگی و گیرندگی را با هم انجام می‌دهد. در این روش از دو فرکانس مختلف استفاده می‌شود.
بی‌سیم‌های دستی معمولاً در حالت half-duplex هستند که اپراتورها می‌توانند همزمان با یکدیگر صحبت کنند. ابتدا باید push-to-talk را فشار دهید یا برای انتقال دکمه فعال شدن فرستنده را فشار دهید هنگامی که پیام را می‌فرستید باید دستگاه گیرنده فعال و در حالت روشن باشد. تلفن همراه ارسال و دریافت هر دو را در همان زمان یعنی در full-duplex حالت انجام می‌دهند؛ و این به این دلیل است که هر دستگاه در فرکانس جدا گانه‌ای در حال برقرار کردن ارتباط است.
روشی که برای کاهش تداخل ناشی از همزمانی فرکانس انتقال و پذیرش بکار گرفته می‌شود شامل استفاده از دو آنتن solid-state با فیلتر است.

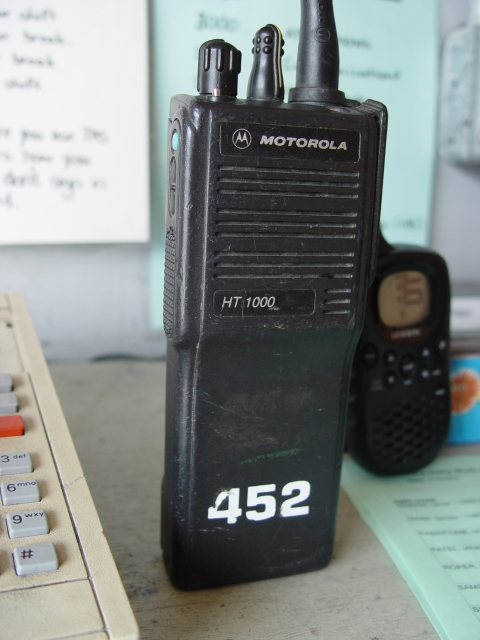
موتورولا HT1000 یک بی‌سیم دستی

بی‌سیم هم به صورت دستی و هم به صورت ثابت (در خودرو یا مکان ثابت) در دسترس است. گونه دستی آن، بیشتر به نام واکی تاکی (walkie-talki) نامیده می‌شوند که با فشار دادن یک دکمه (push to talk) برای مکالمه آماده می‌شوند. فرکانس کار دستگاه‌های بی‌سیم متفاوت است، اما پرکاربردترین آن‌ها از ۱۳۶-۱۷۴ مگاهرتز (VHF) و ۴۰۰-۴۷۰ مگاهرتز (UHF) هستند. برد یک دستگاه بی‌سیم به قدرت خروجی آن بستگی داردو عوامل محیطی نیز بر برد این دستگاه‌ها تأثیرگذار هستند.

## برندها
متداول‌ترین برندهای تجاری تولید بی‌سیم در دنیا:
- Motorola
- ICOM
- HYTERA
- Midland
- Uniden
- Kenwood
- Black Box

## گونه‌ها
- بی‌سیم‌های دستی معمولی
- بی‌سیم‌های دستی آی اس (ضد گاز)
- بی‌سیم‌های دستی ضد انفجار (ای ایکس)
- بی‌سیم‌های خودرویی
- بی‌سیم‌های دریایی
- بی‌سیم‌هایی استقراری

بی‌سیم‌ها در دو مد دیجیتال و آنالوگ ارائه می‌شوند. بی‌سیم‌های دیجیتال قابلیت برنامه‌ریزی در دو مد آنالوگ و دیجیتال را دارند.
بی‌سیم‌هایی آنالوگ با پیشوند GP , GM شناخته می شوند و بی‌سیم‌های دیجیتال سری آسیایی با پیشوند XIR P , XI RM شناخته می‌شوند.
بی‌سیم‌هایی دیجیتال سری اروپایی با پیشوند  DP.D M شناخته می‌شوند.